# Mela (film, 2000)
Mela est un film indien de Bollywood réalisé par Dharmesh Darshan sorti le 7 janvier 2000.
Le film met en vedette Aamir Khan et Twinkle Khanna, le long métrage fut un succès moyen aux box-office.

## Distribution
- Aamir Khan : Kishan Pyare
- Twinkle Khanna [1]: Roopa Singh
- Faisal Khan : Shankar Shane
- Tinu Verma : Gujjar Singh
- Ayub Khan : Brat Roopy
- Kulbhushan Kharbanda : le ministre
- Master Omkar Kapoor : Gopal
- Johnny Lever : Inspecteur Pakkad Singh
- Veeru Krishnan : Ghungroo, le maître de danse
- Asrani : Baniya
- Tiku Talsania : Murari
- Archana Puransingh : Vidyavati

## Box-office
- Box-office Inde: 480 170 000 Roupies.
- Budget: 200 000 000 Roupies indiennes.

Box-office india qualifie le film de succès moyen dans le nord de l'Inde.